# Yasuki Kimoto
Yasuki Kimoto (木本 恭生 Kimoto Yasuki?,  Fuji, Shizuoka, 6 de agosto de 1993) es un futbolista japonés. Juega de centrocampista y su equipo es el Sagan Tosu de la J2 League de Japón.

## Trayectoria

### Clubes
| Club                           | País  | Año       |
| ------------------------------ | ----- | --------- |
| Cerezo Osaka                   | Japón | 2016-2020 |
| Cerezo Osaka sub-23 (préstamo) | Japón | 2016      |
| Nagoya Grampus                 | Japón | 2021      |
| F. C. Tokyo                    | Japón | 2022-     |
| Sagan Tosu (préstamo)          | Japón | 2025-     |

## Estadísticas

### Clubes
Actualizado al 24 de julio de 2018.
| Rendimiento de club | Rendimiento de club | Rendimiento de club | Liga     | Liga  | Copa               | Copa               | Copa de la Liga | Copa de la Liga | Total    | Total |
| Año                 | Club                | Liga                | Partidos | Goles | Partidos           | Goles              | Partidos        | Goles           | Partidos | Goles |
| Japón               | Japón               | Japón               | Liga     | Liga  | Copa del Emperador | Copa del Emperador | Copa J. League  | Copa J. League  | Total    | Total |
| ------------------- | ------------------- | ------------------- | -------- | ----- | ------------------ | ------------------ | --------------- | --------------- | -------- | ----- |
| 2016                | Cerezo Osaka        | J2 League           | 1        | 1     | 0                  | 0                  | –               | –               | 1        | 1     |
| 2016                | Cerezo Osaka sub-23 | J3 League           | 23       | 1     | –                  | –                  | –               | –               | 23       | 1     |
| 2017                | Cerezo Osaka        | J1 League           | 23       | 2     | 4                  | 1                  | 11              | 3               | 38       | 3     |
| 2018                | Cerezo Osaka        | J1 League           |          |       |                    |                    |                 |                 |          |       |
| Total de carrera    | Total de carrera    | Total de carrera    | 47       | 4     | 4                  | 1                  | 11              | 3               | 62       | 5     |

## Palmarés

### Títulos nacionales
| Título             | Club           | País  | Año  |
| ------------------ | -------------- | ----- | ---- |
| Copa J. League     | Cerezo Osaka   | Japón | 2017 |
| Copa del Emperador | Cerezo Osaka   | Japón | 2017 |
| Supercopa de Japón | Cerezo Osaka   | Japón | 2018 |
| Copa J. League     | Nagoya Grampus | Japón | 2021 |